# 南宁锥
南宁锥（学名：Castanopsis amabilis）为壳斗科锥属下的一个种。

## 扩展阅读
- 維基物種上的相關：南宁锥